# بهتره با سال تماس بگیری
بهتره با سال تماس بگیری (انگلیسی: Better Call Saul) یک مجموعهٔ تلویزیونی آمریکایی در ژانر درام حقوقی و جنایی است که به‌دست وینس گیلیگان و پیتر گولد ساخته شده است. این مجموعه که بخشی از فرنچایز بریکینگ بد است، اسپین‌آف، پیش‌درآمد و دنباله‌ای از مجموعهٔ قبلی گیلیگان، بریکینگ بد (۲۰۰۸–۲۰۱۳)، محسوب می‌شود. داستان آن عمدتاً در نیمهٔ اول دههٔ ۲۰۰۰ در البوکرکی، نیومکزیکو جریان دارد و وکیل پرکار و فریب‌کار سابق یعنی جیمی مک‌گیل (باب ادنکیرک) و تبدیلش به وکیل مدافع جنایی خودمحور معروف به سال گودمن را روایت می‌کند. همچنین افول اخلاقی افسر پلیس سابق، مایک ارمنتراوت (جاناتان بنکس) را نمایش می‌دهد که برای حمایت از نوه‌اش و مادر بیوه‌اش تبدیل به یک کارچاق‌کن خشونت‌آمیز برای قاچاق‌چیان موادمخدر می‌شود. این مجموعه در ۸ فوریهٔ ۲۰۱۵ از شبکهٔ ای‌ام‌سی به نمایش درآمد و پس از شش فصل در ۱۵ اوت ۲۰۲۲ به پایان رسید.
بهتره با سال تماس بگیری با تحسین منتقدان و مخاطبان مواجه شد و در زمینهٔ بازیگری، شخصیت‌ها، داستان، کارگردانی و فیلم‌برداری‌اش مورد ستایش قرار گرفت. بسیاری از منتقدان آن را جانشینی ارزشمند برای بریکینگ بد و یکی از بزرگ‌ترین مجموعه‌های تلویزیونی تمام ادوار نامیدند که برخی نیز آن را برتر از بریکینگ بد دانسته‌اند. این مجموعه افتخارات گوناگونی کسب کرد و نامزد دریافت ۴۶ جایزهٔ امی ساعات پربیننده و چهار جایزهٔ گلدن گلوب بود. بهتره با سال تماس بگیری در زمان پخشش رکورد پربیننده‌ترین افتتاحیه از قبل برنامه‌ریزی‌شده در تاریخ تلویزیون کابلی را داشت.
این سریال در جشنواره جوایز امی در سال ۲۰۲۴ به عنوان بهترین سریال درام کاندید شد.

## تولید

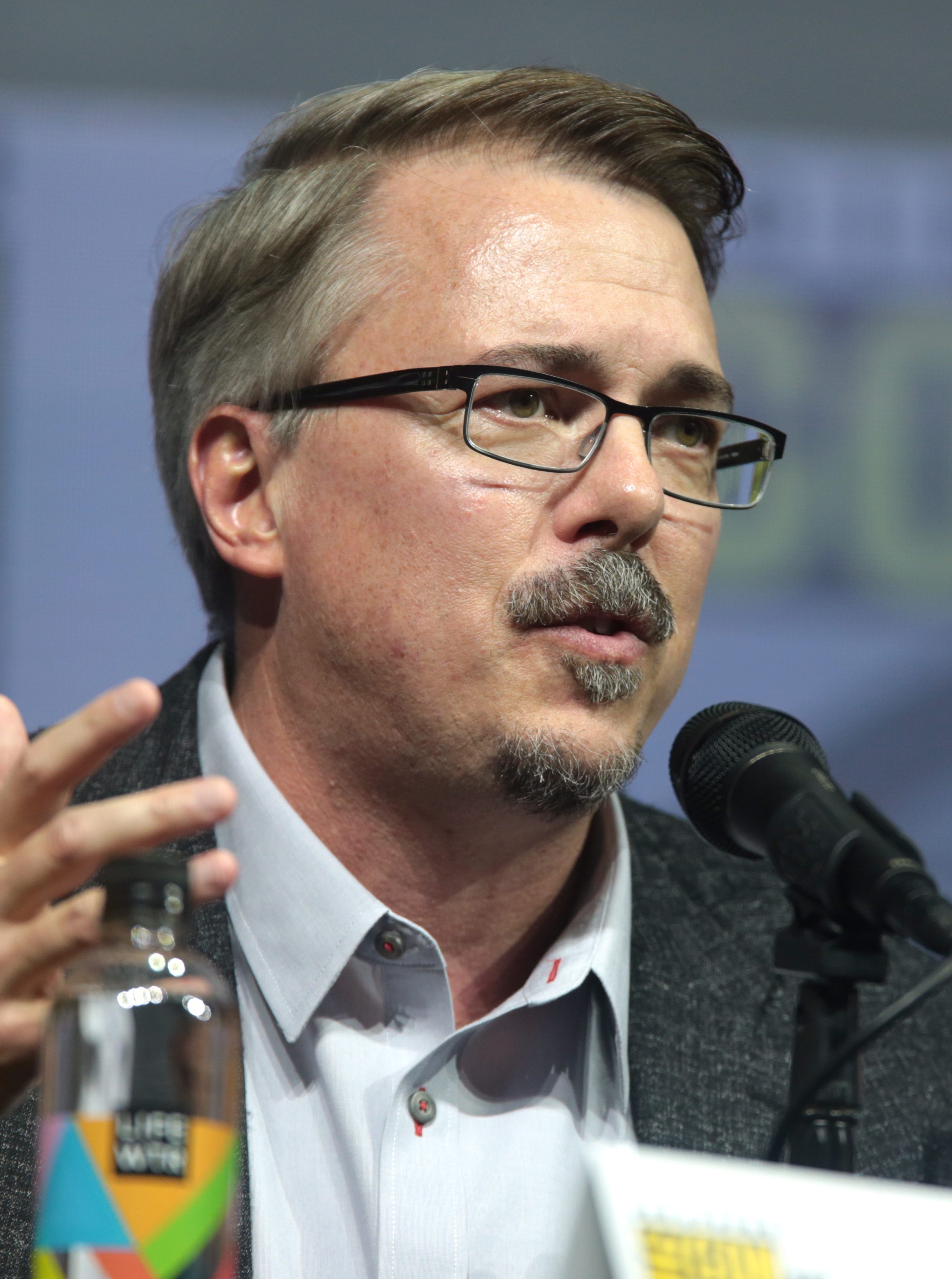
وینس گیلیان کارگردان مجموعه در کامیک کان ۲۰۱۸.

### شروع ساخت
در ژوئیه ۲۰۱۲ خالق بریکینگ‌بد، وینس گیلیگان، از احتمال ساخت سریالی مرتبط با زندگی سال گودمن پرده برداشت. در آوریل ۲۰۱۳ بود که توسعه و تهیه مجموعه‌ای در خصوص «سال گودمن» توسط گیلیگان و گولد تأیید شد. گیلیگان پیش‌تر طی مصاحبه‌ای در سال ۲۰۱۲ از علاقه‌اش برای ساخت مجموعه‌ای در خصوص یک وکیل که برای اینکه به دادگاه نرود هر کاری می‌کند، گفته بود.

### تاریخچه ساخت
در آوریل ۲۰۱۳ این موضوع که یک سریال دیگر، هم موضوع با بریکینگ بد قرار است ساخته شود به شکل رسمی گفته شد. وینس گیلیگان که در کارنامه‌اش، سریال مشهوری همچون بریکینگ بد را دارد، سازنده این سریال نیز است و نویسندگی این مجموعه هم مشترکاً بر عهده او و پیتر گولد خواهد بود. در اکتبر ۲۰۱۳ و طبق اظهارات گیلیگان، زمان پخش این مجموعه بین اوت و اکتبر ۲۰۱۴ اعلام شد.

این سریال در ابتدا قرار بود که در قسمت‌های نیم ساعته ساخته شود اما چندی بعد اعلام شد که زمان در نظر گرفته شده برای هر قسمت، یک ساعت خواهد بود. همچنین در ژانویه ۲۰۱۴ مشخص شد که جاناتان بانکز در این سریال مجدداً نقش «مایک ارمنتراوت» را بازی خواهد کرد. آرون پال، بازیگر نقش جسی پینکمن در بریکینگ بد نیز گفت که شبکه ای‌ام‌سی قراردادی برای ۲۴ قسمت سریال منعقد کرده است. گفته شده بود که آرون پال در حال گفتگوهایی جدی برای حضور در این سریال در نقش بازیگر مهمان است که در نهایت مشخص شد قرار نیست چنین اتفاقی روی دهد. تهیه کنندگی این سریال نیز همانند بریکینگ بد بر عهده سونی پیکچرز و ای‌ام‌سی خواهد بود.
با آغاز فیلم‌برداری این مجموعه در ۲ ژوئن ۲۰۱۴ در شهر البوکرکی - جایی که بریکینگ‌بد نیز در آن فیلم‌برداری شد - گیلیگان از بابت اینکه مجموعهٔ جدیدش مورد توجه مخاطبان قرار نگیرد ابراز نگرانی کرده است.
در نوزدهم ژوئن ۲۰۱۴ شبکه ای‌ام‌سی شروع برنامه‌ریزی برای ساخت فصل دوم این مجموعه را اعلام کرد. شبکه ای‌ام‌سی همچنین در ماه نوامبر ۲۰۱۴ این موضوع را اعلام داشت که شروع پخش این سریال، در دو شب متوالی خواهد بود. شب اول روز یکشنبه ۸ فوریه ۲۰۱۵ و قسمت بعدی در روزهای معمول پخش، یعنی دوشنبه شب‌ها پخش می‌شود.
میشل مک‌لارن و برایان کرانستون برای کارگردانی چند قسمت این مجموعه در نظر گرفته شدند.
مجموعه تلویزیونی بهتره با سال تماس بگیری در شهر البوکرکی در ایالت نیومکزیکو فیلم‌برداری شده است، جایی که بریکینگ بد در آنجا فیلم‌برداری شد.

## قسمت‌ها
| فصل | قسمت‌ها | قسمت‌ها | تاریخ اصلی روی آنتن رفتن | تاریخ اصلی روی آنتن رفتن |
| فصل | قسمت‌ها | قسمت‌ها | اولین بار                | آخرین بار                |
| --- | ------ | ------ | ------------------------ | ------------------------ |
| ۱   | ۱۰     | ۱۰     | ۸ فوریه ۲۰۱۵             | ۶ آوریل ۲۰۱۵             |
| ۲   | ۱۰     | ۱۰     | ۱۵ فوریه ۲۰۱۶            | ۱۸ آوریل ۲۰۱۶            |
| ۳   | ۱۰     | ۱۰     | ۱۰ آوریل ۲۰۱۷            | ۱۹ ژوئن ۲۰۱۷             |
| ۴   | ۱۰     | ۱۰     | ۶ اوت ۲۰۱۸               | ۸ اکتبر ۲۰۱۸             |
| ۵   | ۱۰     | ۱۰     | ۲۳ فوریه ۲۰۲۰            | ۲۰ آوریل ۲۰۲۰            |
| ۶   | ۱۳     | ۷      | ۱۸ آوریل ۲۰۲۲            | ۲۳ مه ۲۰۲۲               |
| ۶   | ۱۳     | ۶      | ۱۱ ژوئیه ۲۰۲۲            | ۱۵ اوت ۲۰۲۲              |

### فصل اول
فصل اول سریال آمریکایی بهتره با سال تماس بگیری در ۸ فوریه ۲۰۱۵ (۱۹ بهمن ۱۳۹۳) شروع، و در ۶ آوریل ۲۰۱۵ (۱۷ فروردین ۱۳۹۴) به پایان رسید.
ماجرا در سال ۲۰۰۲ آغاز می‌شود؛ جیمی مک‌گیل، وکیل جوان و جاه‌طلب، تلاش می‌کند تا پرونده کِرِگ کِتلمَن، متهم به اختلاس را بگیرد، اما این مسیر او را به دردسر با توکو سالامانکا، قاچاقچی بی‌رحم، و دستیارش ناچو می‌اندازد. هم‌زمان جیمی باید از برادرش چاک مراقبت کند که به‌خاطر حساسیت شدید به امواج الکترومغناطیسی خانه‌نشین شده است. ورود جیمی به پرونده‌های حقوقی سالمندان باعث کشف کلاهبرداری گسترده در خانه سالمندان سندپایپر می‌شود. با بزرگ شدن این پرونده، چاک پیشنهاد می‌دهد آن را به شرکت حقوقی «هملین، هملین و مک‌گیل» بسپارند. هرچند جیمی سهمی از حق‌الزحمه و تسویه آینده دریافت می‌کند، اما از ادامه کار کنار گذاشته می‌شود. جیمی درمی‌یابد که چاک از روی حسادت، عمداً مسیر شغلی‌اش را تخریب کرده است.پس از مرگ یکی از دوستان قدیمی، شرکت «دیویس و مین» که به پرونده سندپایپر پیوسته بود، پیشنهاد همکاری به جیمی می‌دهد و این برای او فرصتی تازه ایجاد می‌کند.
در خط داستانی سال ۲۰۱۰، جیمی با هویت جدید «جین» در یک شعبه سینابون کار می‌کند. او روزها پشت پیشخوان شیرینی‌فروشی است و شب‌ها با دیدن ویدئوهای تبلیغاتی قدیمی‌اش، به گذشته پرماجرای خود به‌عنوان «سال گودمن» فکر می‌کند.

### فصل دوم
فصل دوم که شامل ۱۰ قسمت می‌باشد در ۱۵ فوریه ۲۰۱۶ (۲۶ بهمن ۱۳۹۴) شروع شد و در ۱۸ آوریل ۲۰۱۶ (۳۰ فروردین ۹۵) به پایان رسید.
این فصل مستقیماً از پایان فصل اول ادامه می‌گیرد و ماجرای جیمی مک‌گیل را در حالی دنبال می‌کند که پیشنهاد همکاری «دیویس و مین» را پذیرفته و وارد پرونده بزرگ سندپایپر شده است. هرچند شرایط کاری و مزایای جدید برای بسیاری وسوسه‌کننده است، اما شیوه کاری رسمی و چارچوب‌های سختگیرانه این شرکت با روحیه آزاد و خلاق جیمی سازگار نیست. هم‌زمان رابطه جیمی با کیم وکسلر، که در شرکت «هملین، هملین و مک‌گیل» کار می‌کند، پیچیده‌تر می‌شود. جیمی تلاش می‌کند کیم را نیز وارد پرونده‌های سودآور کند، اما تصمیمات غیرمتعارف او باعث می‌شود کیم گاهی بین وفاداری به جیمی و پایبندی به قوانین شغلی‌اش دچار تردید شود.
در این فصل، خط داستانی مایک ارمنترات پررنگ‌تر می‌شود. مایک ابتدا درگیر مأموریت‌های ساده حفاظتی است، اما کم‌کم با ناچو وارگا همکاری می‌کند و برای دور نگه داشتن خود و خانواده‌اش از خطر، وارد معاملات پرریسک با کارتل می‌شود. رویارویی او با هکتور سالامانکا، قاچاقچی قدرتمند مواد مخدر، نقطه عطف مهمی است که مسیر آینده مایک را به‌سوی کارهای خلاف قانون شکل می‌دهد.
رفتارهای غیرقابل پیش‌بینی جیمی در «دیویس و مین» سرانجام باعث نارضایتی مدیران می‌شود. او با استفاده از تاکتیک‌های خاص و زیرکانه خود، شرایط خروج داوطلبانه را طوری مدیریت می‌کند که همچنان پاداش و مزایای قرارداد را دریافت کند. در پایان فصل، جیمی تصمیم می‌گیرد به سبک خودش کار کند و نام «سال گودمن» را به‌عنوان هویت حرفه‌ای جدید برمی‌گزیند. فصل دوم بیش از پیش زمینه‌ساز تحولات شخصیتی جیمی است و نشان می‌دهد چگونه انتخاب‌های کوچک و لحظات بحرانی، او را به سمت دنیای خاکستری و قانون‌شکنی سوق می‌دهد.

### فصل سوم
در مارس ۲۰۱۶، AMC اعلام کرد که سریال برای یک فصل ۱۰ قسمتی تمدید شد که در ۱۰ آوریل ۲۰۱۷ (۲۱ فروردین ۱۳۹۶) برای اولین بار پخش شد. فصل سوم این سریال شامل بازگشت چندین شخصیت از سریال بریکینگ بد می‌باشد، به ویژه جیانکارلو اسپوزیتو در نقش گوستاوو فرینگ که در قسمت دوم این فصل بازگشت.
این فصل ادامه مستقیم رویدادهای پایانی فصل دوم است و در همان ابتدا با پیامدهای اعتراف ناخواسته جیمی مک‌گیل به برادرش چاک آغاز می‌شود. چاک که از مدت‌ها پیش به جیمی بی‌اعتماد بوده، این اعتراف را به‌عنوان مدرکی برای نابودی حرفه حقوقی برادرش استفاده می‌کند و نقشه‌ای دقیق برای تضعیف او می‌چیند. جیمی، که حالا بیش از همیشه تحت فشار روانی و قانونی است، باید میان دفاع از خود در برابر کمیته انضباطی و حفظ رابطه‌اش با کیم وکسلر تعادل برقرار کند. کیم، در حالی که خودش با حجم سنگین پرونده‌ها و مسئولیت‌های کاری دست‌وپنجه نرم می‌کند، سعی دارد از جیمی حمایت کند؛ اما انتخاب‌های پرخطر او گاه موقعیت کیم را نیز به خطر می‌اندازد.
در سوی دیگر داستان، مایک ارمنترات مسیر خود را عمیق‌تر در دنیای تبهکاران پیش می‌برد. او در تلاش برای مقابله با هکتور سالامانکا، با «گاس فرینگ» آشنا می‌شود؛ تاجری آرام و منظم که در پس ظاهر بی‌خطرش، یکی از چهره‌های قدرتمند قاچاق مواد مخدر است. همکاری مایک و گاس پایه‌گذار رابطه‌ای مهم می‌شود که در آینده نقش اساسی در جهان «بریکینگ بد» خواهد داشت. تنش بین جیمی و چاک در این فصل به اوج می‌رسد و نبرد حقوقی آن‌ها در دادگاه صحنه‌هایی پر از فشار احساسی و بازی‌های روانی رقم می‌زند. چاک با تکیه بر هوش و سابقه حقوقی‌اش، می‌کوشد جیمی را بی‌اعتبار کند، اما روش‌های او نیز نشان می‌دهد که وسواس و ضعف‌های شخصیتی‌اش بر او غلبه کرده‌اند.
در پایان فصل، حوادث غیرمنتظره‌ای رخ می‌دهد که مسیر زندگی جیمی، چاک، و حتی کیم را برای همیشه تغییر می‌دهد و بذر تحولات بزرگ‌تر را در فصول آینده می‌کارد. این فصل با ترکیب پیچیدگی‌های شخصیتی، درگیری‌های خانوادگی و گسترش جهان خلافکاران، یکی از نقاط اوج سریال محسوب می‌شود.

### فصل چهارم
در ژوئن ۲۰۱۷، ای‌ام‌سی (AMC) یک فصل جدید که شامل ۱۰ قسمت می‌شد را تمدید کرد.
فیلمبرداری فصل چهارم در ژانویه ۲۰۱۸ آغاز شد و درمه ۲۰۱۸ در یک توئیت تأیید شد که تولید فصل چهارم به پایان رسید.
فصل چهارم در ۶ اوت ۲۰۱۸ (۱۵ مرداد ۱۳۹۷) منتشر شد و در ۸ اکتبر ۲۰۱۸ (۱۶ مهر ۱۳۹۷) به پایان رسید.
در این فصل، پس از مرگ تراژیک چاک، جیمی مک‌گیل سعی می‌کند بار دیگر به حالت قبلی خود بازگردد و اعتماد به نفس از دست رفته‌اش را بازیابد. اما به جای بازگشت به حرفه حقوقی به سرعت، او وارد کسب‌وکار فروش تلفن همراه می‌شود و گوشی‌های پیش‌پرداخت را در بازار سیاه به فروش می‌رساند تا درآمد بیشتری کسب کند. در عین حال، تلاش‌های جیمی برای بازگرداندن پروانه وکالتش با مخالفت روبرو می‌شود و دادگاه به دلیل نشان ندادن پشیمانی واقعی، درخواست او را رد می‌کند. اما با ترفندی هوشمندانه، جیمی موفق می‌شود پس از مدتی دوباره اجازه وکالت بگیرد و تحت نام «سال گودمن» فعالیت خود را آغاز کند، هویتی که تبدیل به چهره‌ای شناخته شده در دنیای زیرزمینی آلبوکرکی می‌شود.
در داستان موازی، مایک ارمنترات با گاس فرینگ همکاری می‌کند و نقشی کلیدی در پروژه ساخت آزمایشگاه مخفی تولید متامفتامین ایفا می‌کند. او به همراه تیم مهندسانی که گاس استخدام کرده، مراحل ساخت این آزمایشگاه زیرزمینی را زیر نظر دارد. اما وقتی یکی از مهندسان به نام ورنر زیگلر، به دلایلی قصد ترک پروژه را دارد، مایک مأموریت دشواری برای کنترل او دریافت می‌کند که تبعات جدی برای هر دو رقم می‌زند. هکتور سالامانکا که پس از سکته مغزی فلج شده و فقط قادر به حرکت دادن انگشت اشاره راست خود است، همچنان تهدیدی جدی باقی می‌ماند. ورود نوه‌اش، لالو سالامانکا، به ماجراها، وضعیت را پیچیده‌تر می‌کند و تعادل قدرت میان گروه‌های خلافکار را به هم می‌زند.
در بخش سال ۲۰۱۰، جین که حالا زندگی آرام‌تری دارد، پس از یک سکته ناگهانی به بیمارستان منتقل می‌شود و متوجه می‌شود که ممکن است شناسایی شود. او احساس خطر می‌کند و مراقب اطرافش است، مخصوصاً وقتی راننده تاکسی با عطر مخصوص تیم بیسبال محلی ظاهراً او را می‌شناسد.

### فصل پنجم
شبکه ای‌ام‌سی (AMC) در تاریخ ۲۴ نوامبر ۲۰۱۹ (۳ آذر ۱۳۹۸) به‌طور رسمی اعلام کرد که فصل پنجم سریال در تاریخ ۲۴ فوریه ۲۰۲۰ (۴ اسفند ۱۳۹۸) با پخش دو قسمت پشت سرهم در دو شب آغاز خواهد شد. قسمت نخست فصل پنجم در تاریخ ۲۳ فوریه ۲۰۲۰ (۴ اسفند ۱۳۹۸) و قسمت دوم در تاریخ ۲۴ فوریه ۲۰۲۰ (۵ اسفند ۱۳۹۸) از شبکه ای‌ام‌سی پخش شد. قسمت هشتم این فصل در بین یکی از ۲۵ اپیزود برتر تاریخ آی‌ام‌دی‌بی‌قرار گرفت. فصل پنجم نیز با همان روند ۱۰ قسمتی به پایان رسید. در رابطه با ۲۵ اپیزود برتر تاریخ آی‌ام‌دی‌بی باید گفت که قسمت هشتم فصل پنجم این سریال با نام حامل پول (Bagman) در جمع اپیزودهایی از سریال‌هایی مثل بریکینگ بد، چرنوبیل، مستر رُبات، بازی تاج و تخت، مظنون، هانیبال و شش فوت زیر زمین قرار گرفته است.
این فصل شاهد پیشرفت قابل توجه جیمی مک‌گیل است که حالا با نام «سال گودمن» وارد دنیای زیرزمینی مواد مخدر در آلبوکرکی می‌شود. در این مسیر، او وارد مراودات پیچیده و پرخطر با کارتل‌های مواد مخدر شده و زندگی‌اش بیش از پیش به دنیای خلاف کشیده می‌شود. در همین حال، کیم وکسلر که همچنان وکیل موفقی است، تلاش می‌کند میان کار در شرکت حقوقی «مسا ورد» و فعالیت‌های حقوقی عام‌المنفعه تعادل برقرار کند. او با به کارگیری روش‌های زیرکانه و گاهی حتی غیراخلاقی، راه‌حل‌هایی پیدا می‌کند که هم برای موکلانش مفید باشد و هم به جیمی کمک کند. این فصل بیشتر به بررسی رابطه پیچیده و متقابل بین جیمی و کیم می‌پردازد و نشان می‌دهد چگونه هر دو به نوعی در کنار هم درگیر بازی‌های حقوقی و فریبکاری می‌شوند.
در خط داستانی موازی، تعارض میان گروه سالامانکا و گاس فرینگ شدت می‌یابد. لالو سالامانکا، که به تازگی وارد صحنه شده، به تهدیدی جدی برای ساخت آزمایشگاه مخفی گاس تبدیل می‌شود و باعث وقفه در پروژه مهم او می‌شود. مایک ارمنترات و ناچو نیز به عنوان بازیگران اصلی این نزاع، مجبور به اتخاذ تصمیمات سخت و مخاطره‌آمیز می‌شوند.
در سال ۲۰۱۰، شخصیت جین با هویت مخفی خود به نام «جین» همچنان زندگی محتاطانه‌ای دارد. در این فصل، او با افرادی روبرو می‌شود که به هویت واقعی‌اش پی برده‌اند و این مسئله او را در معرض خطر قرار می‌دهد، در حالی که تلاش می‌کند گذشته خود را پشت سر بگذارد و در دنیای جدیدی که ساخته، زنده بماند.

### فصل ششم
فصل ششم و پایانی، برای اولین بار در ۱۸ آوریل ۲۰۲۲ (۲۹ فروردین ۱۴۰۱) با پخش دو قسمت پشت سر هم آغاز شد. این فصل به دو بخش تقسیم شده است که بخش اول دارای ۷ قسمت و بخش دوم داری ۶ قسمت می‌باشد و مجموعاً ۱۳ قسمت برخلاف روند فصول قبلی را شامل می‌شود. پخش بخش دوم این فصل از ۱۱ ژوئیه ۲۰۲۲ (۲۰ تیر ۱۴۰۱) آغاز شد. تولید فصل ششم این سریال از فوریه سال ۲۰۲۰ آغاز شد اما به دلیل شیوع ویروس کرونا روند ساخت فصل جدید با اخلال موجه شد. فیلم‌برداری فصل پایانی در ۱۰ مارس ۲۰۲۱ (۲۰ اسفند ۱۳۹۹) در نیومکزیکو آغاز شد.
این فصل شامل بازگشت دو شخصیت اصلی سریال اصلی یعنی والتر وایت و جسی پینکمن می‌شود که طی قسمت‌های یازدهم، دوازدهم و سیزدهم حضوری افتخاری دارند و همچنین، از انگیزه اصلی ساول برای همکاری با این دو طی فلش بکی در قسمت یازدهم، پرده برداشته می‌شود. این فصل پیچیدگی‌ها و تحولات نهایی شخصیت‌ها را به تصویر می‌کشد و سرنوشت نهایی جیمی مک‌گیل، یا همان سال گودمن، را روشن می‌کند.
در سال ۲۰۰۴، پس از تلاش ناموفق برای فرار از گروه سالامانکا، ناچو مجبور می‌شود برای حفظ امنیت خانواده‌اش خود را قربانی کند و به نفع گاس فرینگ عمل کند. در این میان، جیمی و کیم با طرح‌ریزی نقشه‌ای برای تخریب اعتبار هاوارد هملین، شریک سابق خود، پرونده سندپایپر را به نتیجه می‌رسانند. اما این نزاع به کشته شدن هاوارد توسط لالو سالامانکا منجر می‌شود که به نقطه اوج تنش‌ها تبدیل می‌گردد.
لالو پس از حمله به گاس و دسترسی به محل ساخت آزمایشگاه مخفی متامفتامین، توسط گاس به قتل می‌رسد. مایک با تلاش‌های خود، مرگ هاوارد و لالو را به صورت خودکشی جلوه می‌دهد و آن‌ها را در زیر آزمایشگاه دفن می‌کند. کیم که از فشارهای روحی ناشی از این اتفاقات به شدت آسیب دیده، از حرفه وکالت کناره‌گیری می‌کند و از جیمی جدا می‌شود.
در خط زمانی ۲۰۱۰، جیمی که حالا کاملاً تبدیل به سال گودمن شده، با هویت مخفی خود به زندگی در سایه ادامه می‌دهد. او پس از طرح یک نقشه پیچیده برای کسب درآمد از طریق شناسایی مالی افراد ثروتمند، در نهایت دستگیر می‌شود و به آلبوکرکی بازگردانده می‌شود. در دادگاه، جیمی به همه جرایم خود اعتراف می‌کند، از جمله دخالت در مرگ چاک و ماجراهای دوران «بریکینگ بد». او به ۸۶ سال زندان محکوم می‌شود و در زندان، به عنوان سال گودمن شناخته شده و محبوبیت خاصی میان زندانیان پیدا می‌کند. کیم در ملاقات با او، لحظه‌ای کوتاه را با هم می‌گذرانند و این پایان داستان پر فراز و نشیب جیمی مک‌گیل است.

## شخصیت‌ها و بازیگران
| بازیگر             | نقش                                | توضیحات                                                                                         |
| ------------------ | ---------------------------------- | ----------------------------------------------------------------------------------------------- |
| باب ادنکیرک        | سال گودمن (جیمز مورگان مک‌گیل)      | شخصیت اصلی سریال. وکیلی است که به دنبال سرنوشت خویش می‌رود.                                      |
| ریا سیهورن         | کیم وکسلر (کیمبرلی وکسلر)          | وکیلی است که در شرکت حقوقی «هملین، هملین و مک‌گیل» مشغول به کار است و رابطه نزدیکی با جیمی دارد. |
| جاناتان بنکس       | مایک ارمنتراوت (مایکل ارمنتراوت)   | افسر پلیس سابق فیلادلفیا، مأمور پارکینگ دادگاه نیومکزیکو، کارچاق کن گاس فرینگ                   |
| جیانکارلو اسپوزیتو | گاس فرینگ (گوستاوو فرینگ)          | رئیس رستوران لوس پویوس هرمانوس                                                                  |
| مارک مارگولیس      | هکتور سالامانکا                    | عموی توکو سالامانکا و رئیس دارو دسته سالامانکاها                                                |
| مایکل مک‌کین        | چاک مک‌گیل (چارلز لیندبرگ مک‌گیل)    | برادر بزرگتر جیمی                                                                               |
| مایکل ماندو        | ناچو وارگا (ایگناسیو وارگا)        | خلافکار و عضو دار و دسته سالامانکاها                                                            |
| پاتریک فابین       | هاوارد هملین                       | یک وکیل. وی به همراه چاک مک‌گیل یکی از بنیان‌گذاران شرکت حقوقی (هملین، هملین و مک‌گیل) است.        |
| تونی دالتون        | لالو سالامانکا (ادواردو سالامانکا) | برادرزاده هکتور سالامانکا، پسر عموی توکو سالامانکا و عضو کارتل خوآرز                            |
| جرمی شیمس          | کرگ کتلمن                          | خزانه‌دار متهم به اختلاس                                                                         |
| جولی آن امری       | بتسی کتلمن                         | همسر کرگ کتلمن                                                                                  |
| استیون آگ          | سابچاک                             | محافظ دنیل وُرمالد و در نقش تعقیب کننده کوین مالک بانک میسا ورده                                 |
| ایلن فوگارتی       | خانم ناگوین                        | مالک سالن زیبایی که دفتر جیمی مک‌گیل (ساول گودمن) در آنجا قرار دارد.                             |
| جو دیروزا          | دکتر کلوراد                        | دامپزشک                                                                                         |
| میریام کولون       | خانم سالامانکا                     | مادربزرگ «توکو»                                                                                 |
| اد بیگلی. جی آر    | کلیف مین                           | مدیر شرکت دیویس و مین                                                                           |
| لاول کرافورد       | هیول بابینو                        | دوست و بادیگارد جیمی                                                                            |
| بری کوربین         | آقای آکر                           | پیرمردی که در زمین متعلق به مسا ورده زندگی می‌کند.                                               |
| رکس لین            | کوین                               | مالک بانک مسا ورده                                                                              |
| ریموند کروز        | توکو سالامانکا                     | برادر زاده هکتور سالامانکا و پسر عموی لالو سالامانکا                                            |

## پخش
در دسامبر ۲۰۱۳ نتفلیکس اظهار کرد که بعد از اتمام پخش آخرین قسمت فصل اول، این مجموعه برای مشاهده اینترنتی در دسترس خواهد بود. پخش آمریکای لاتین و اروپا نیز اندکی بعد از آمریکا شروع خواهد شد. در استرالیا شرکت استن پخش بهتره با سال تماس بگیری را در نهم فوریه ۲۰۱۵ انجام داد. این مجموعه برنامه اصلی شرکت استن معرفی شد. نتفلیکس در ۱۶ دسامبر ۲۰۱۳ مالکیت پخش این مجموعه در بریتانیا و ایرلند را از آن خود کرد و اولین قسمت در ۹ فوریه ۲۰۱۵ پخش شد.
قسمت اول این مجموعه موفق به شکستن رکورد شد و موفقیت بزرگی را در تاریخ تلویزیون کابلی رقم زد و در مجموع چیزی بیش از ۶٫۹ میلیون بیننده داشت. با این حساب، اولین قسمت بهتره با سال تماس بگیری به عنوان پربیننده‌ترین قسمت اول یک مجموعه تلویزیونی در تاریخ شبکه‌های کابلی آمریکا به ثبت رسید. همچنین قسمت اول این مجموعه به شکل رایگان برای مشاهده کردن در وب‌سایت آی‌تیونز، آمازون و وب‌سایت شبکه ای‌ام‌سی قرار داده شده است.

## بازخورد
اولین قسمت مجموعه بهتره با سال تماس بگیری مورد تحسین منتقدان قرار گرفت. در راتن تومیتوز قسمت اول موفق به کسب امتیاز ۱۰۰٪ بر اساس ۲۷ بررسی شد و در کل رتبه آن ۷٫۶/۱۰ را توانست کسب کند. منتقدان این مجموعه را مجموعه‌ای متفاوت عنوان کردند که می‌تواند بدون متکی بودن به سرمنشایی که آن را معرفی کرد، روی پای خودش بایستد. وب‌سایت متاکریتیک هم امتیاز ۷۵ از ۱۰۰ را به قسمت اول این مجموعه داد که بر اساس ۳۶ نقد انجام شده بود.
«هنک استوور» در واشینگتن پست به این فیلم رتبه B+ را داد و نوشت که این فیلم در همان تم و خط مجموعه اصلی است و اینکه این سریال در دو ساعت سوالات زیادی را به وجود می‌آورد و سپس به آنها پاسخ می‌دهد. «استفن مارک» در مجله «اسکوایر» نوشت که چند قسمت ابتدایی این مجموعه بهتر از بریکینگ‌بد بود. «کیرستن آکونا» از وب‌سایت بیزنس اینسایدر اینطور این مجموعه را وصف کرد که: «تمام آن چیزهایی که از یک مجموعه مرتبط می‌توان خواست.»
پس از به پایان رسیدن نظرسنجی گستردهٔ متاکریتیک که هر سال برای انتخاب سریال‌های تلویزیونی انجام می‌شود. در نظرسنجی بهترین سریال‌های ۲۰۲۰ از دید کاربران متاکریتیک فصل پنجم این سریال با ۱۰۷۹ امتیاز در رده دوم قرار گرفت.
پُرتکرارترین، محبوب‌ترین و تأثیرگذارترین سریال‌های دههٔ گذشته از نگاهِ بیش از ۴۵ وبسایتِ حوزهٔ سرگرمی چه سریال‌هایی هستند؟ متاکریتیک اجماعِ نظرِ آن‌ها را محاسبه کرده است. این سایت ۴۶تا از معتبرترینِ آن‌ها را گردآوری کرده است و سعی کرده بفهمد در مجموع چه سریال‌هایی بیشتر از بقیه در این تاپ تن‌ها تکرار شده‌اند و به آن‌ها امتیاز داده است در این فهرست سریال بهتره با سال تماس بگیری در رده ۱۵ قرار گرفته است.
این سریال در سایت آی‌ام‌دی‌بی نمره ۹ از ۱۰ را کسب کرده است. همچنین در لیست ۲۵۰ سریال برتر جهان با رتبه ۳۲ قرار دارد.